# Ardealul Carei
Ardealul Carei este o companie producătoare de ulei vegetal din România.
Din acționariatul Ardealul Carei fac parte 632 de persoane fizice.
Compania s-a delistat de pe piața Rasdaq în martie 2004.
Compania deține o unitate de producție cu o capacitate de peste 8.000 de litri/oră, în localitatea Carei, județul Satu Mare.
Pe lângă activitățile din industria uleiului alimentar, acționarii Ardealul mai dețin și compania Ardealul Trading, specializată în comerțul și depozitarea de cereale.
În anul 2008, Ardealul Carei a fuzionat cu Comcereal Arad, societate cu activități în comerțul cu cereale, semințe și furaje, unde deținea 88,3% din pachetul de acțiuni.
Totodată, Ardealul mai dispune de circa 40% din titlurile Comcereal Satu Mare.
Compania produce brandurile de ulei vegetal Ardealul și Floare de aur.
Cifra de afaceri în 2006: 21,4 milioane Euro